# Ron Rooymans
Ron Rooymans (1941- 2008) was een Nederlands beeldend kunstenaar. Aan het begin van zijn loopbaan was zijn werk figuratief maar vanaf 1977 maakte hij voornamelijk (grote) abstracte schilderijen en grafiek. Hij leefde met zijn gezin vrij terug getrokken in het Gelderse dorp Gellicum en lange perioden ook solitair op een verlaten eiland aan de Ierse westkust. Tijdens zijn leven ervoer hij weinig erkenning, maar ondernam hij ook weinig actieve pogingen om zijn hermetische werk onder de aandacht van een breder publiek te brengen. Het moest voor zichzelf spreken. In 2006 werd een groot deel van zijn grafische oeuvre opgenomen in de collectie van het Rijksprentenkabinet.

## Werk en leven
M.A.D. (Ron) Rooymans werd in geboren in Eindhoven als zoon van een familie van succesvolle sigarenhandelaren. In plaats van zijn vader op te volgen in het bedrijf trok hij zich terug op de zolder van het ouderlijk huis om dagenlang te tekenen en schilderen. Zijn artistieke opleiding begon aan de Textil-Ingenieurschule in Krefeld (Duitsland), maar al snel koos hij voor een vrij kunstenaarschap. In de jaren 1960-1963 kreeg hij les van de Amsterdamse schilder Jos Rovers. Een opleiding die uitsluitend gericht waren op het werken naar waarneming. Daar leerde hij alle techniek van een klassiek geschoold schilder/graficus. In 1963 ontving hij de Aanmoedigingsprijs van de gemeente Eindhoven. In 1968 vestigde hij zich met beeldhouwster Jorien de Kruyff van Dorssen in het Gelderse dorpje Gellicum waar hij tot zijn dood zou blijven wonen. Vanaf 1967 tot 1983 trok Rooymans zich met grote regelmaat lange periodes terug om te werken op het onbewoonde eiland Crevinish aan de Ierse westkust. Zijn gezin bleef achter in Nederland.
Het vroege werk van Ron Rooymans is figuratief van aard en bevat vaak een veelheid van verwijzingen naar eigen belevenissen. Mede als gevolg van zijn vriendschap met de architect Bart Linssen veranderde zijn aanvankelijk barokke opbouw van het werk in een strengere, sobere en meer abstraherende compositie. In 1975 laat Rooymans, in etsen die hij maakt op het eiland Crevinish, voor het eerst het figuratieve beeld los. 
In 1977, ook op Crevinish, vindt er een artistieke doorbraak plaats in zijn werk. Figuratie verdwijnt volledig. Rooymans gaat werken aan snel opeenvolgende reeksen van schilderijen. Grote doeken, steeds in een uitgesproken eigen taal. Reeksen die namen meekrijgen als: Not a soul but ourselves, Wegschilderijen, Blood is thicker than water, Klaartje is Gods lief, Voor het Vaderland. In de woorden van Rooymans zelf: ‘ Ik wil in het werk, door het doek heen’. In de serie ‘Dankzij de rand’ is dat letterlijk te zien. Hij gebruikt dan ook niet langer alleen verf maar schildert met teer, verwerkt garen, grafiet en krijt. Het werk komt los van de muur, wordt ruimtelijk en beslaat soms het hele atelier. 
Dan, rond 1997, gegrepen door de fascinatie voor zijn eigen, verouderende, lichaam keert Ron Rooymans terug tot figuratie. Bits and pieces, een labyrint van uitvergrote, expressionistisch geschilderde torso’s, oren, buiken en billen, is daar een goed voorbeeld van. Hij schrijft er zelf over:'Fotografeer m'n verouderende lijf en projecteer dat op modulen die zijn bevestigd op verrijdbare staanders door het hele atelier. Het geprojecteerde beeld wordt in tientallen fragmenten opgevangen. De kleur noodzaakt me om na ruim 10 jaar verf en penselen weer op te pakken.
Rooymans voortdurende worsteling met het vigerende kunstklimaat is een van de redenen voor hem om in 1998 abrupt te besluiten helemaal met creatief werk te stoppen.
In 2006 werd een groot deel van zijn grafische oeuvre opgenomen in de collectie van het Rijksprentenkabinet, onderdeel van het Rijksmuseum in Amsterdam. Zijn schilderijen zijn deels in publiek en deels in privébezit. Daarnaast beheert de familie een grote collectie van met name zijn laatste werken.  

## Overig

#### Groepstentoonstellingen (selectie)
- 1978 Gemeentemuseum Arnhem
- 1992 Biënnale Gelderland
- 1994 Biënnale Aalst
- 1994 Gemeentemuseum Arnhem
- 1995 Internationale grafiek manifestatie Utrecht
- 1997 Schloss Moyland (Duitsland)

#### Solotentoonstellingen (selectie)
- 1968 Krabbedans Eindhoven
- 1975/76/78/80 Galerie Magdalena Sothmann Amsterdam
- 1981 Museum Commanderie van St. Jan Nijmegen
- 1983 Kilkenny Artsfestival Kilkenny (Ierland)
- 1985 Centraal Beheer Apeldoorn
- 1985 Galerie Waalkens Finsterwolde
- 1986 Librije Hedendaagse Kunst Zwolle
- 1989 Galerie De Ruimte Amsterdam
- 1990 Museum Henrie te Polak/Stedelijk Museum Zutphen
- 1993 Het Stroomhuis Neerijnen
- 1993 Galerie Gruppe Grün Bremen (Duitsland)
- 1995 Nova Zembla Den Bosch
- 1998 Bergkerk Deventer

#### Werk in collecties
- Gemeente Eindhoven
- Gemeente Zwolle
- Museum Valkhof Nijmegen
- Provincie Gelderland
- Stedelijk Museum Zutphen
- Rijksmuseum Amsterdam

#### Publicaties (selectie)
- Hans van der Grinten: Ron Rooymans als schilder en etser (1981)
- Victor ten Holder & Hein Spanjaard: Ron Rooymans, informatieblad Librije Hedendaagse Kunst (1986)
- J.B.Klaster: De calvinist en zijn strijd tegen de kleur, Het Parool (1989)
- Trudy van Riemsdijk-Zandee, Het Blad/GBK (1990)
- Daan van Speybroek, catalogus Biënnale Gelderland (1994)
- Wim van Beek: Kunst met huid en haar (1998)

- Biografisch Portaal: 79408541
- International Standard Name Identifier: 0000 0003 8790 2447
- Nederlandse Thesaurus van Auteursnamen: 072471204
- RKD-Nederlands Instituut voor Kunstgeschiedenis: 68016
- Virtual International Authority File: 199648413
- WorldCat: E39PBJccfJ9mxgW46vcwQb9Yyd